# 해상대대

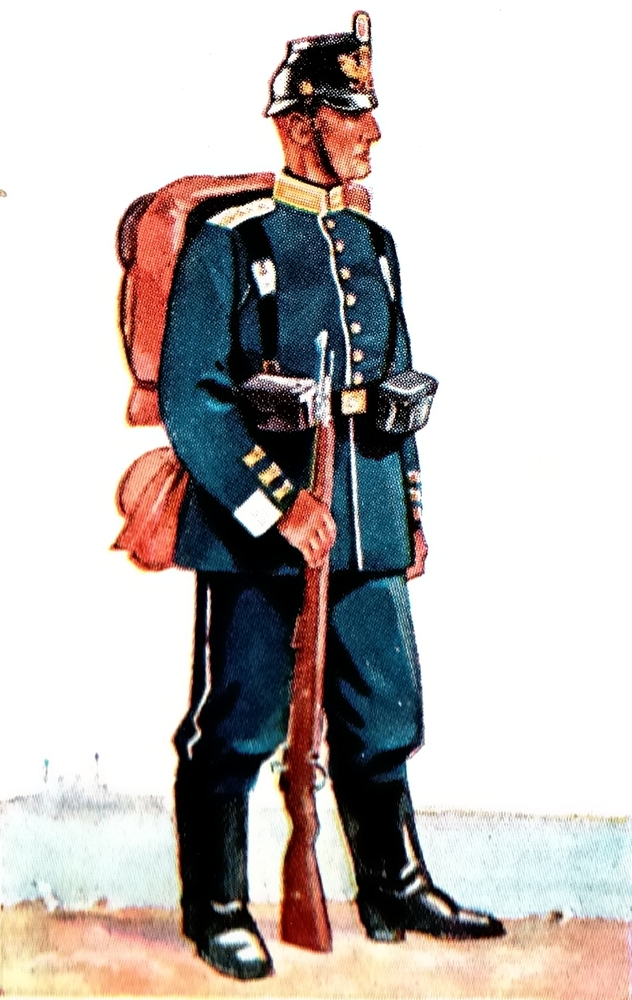
완전군장을 갖춘 1910년의 해상대대원.

해상대대(독일어: Seebataillon)란 독일어에서 해군 육전대 또는 해병대의 특정 부대를 가리킬 때 사용되는 표현이다. 이 표현을 사용한 조직으로는 프로이센 해군, 북독일 연방해군, 독일 제국해군, 오스트리아-헝가리 제국 해군, 독일 전쟁해군이 있으며 독일 연방해군에서도 잠깐 사용했다.

## 역사
최초의 해상대대는 1852년 5월 13일 슈테틴에서 프로이센 왕국의 해병대로서 창설되었다. 프로이센의 해상대대는 소규모 부대로서 장교 경호, 함상전투, 제한적 해안수륙양용작전 등 해병대의 전통적 기능을 수행했다. 1870년 프로이센 해상대대는 장교 22명과 부사관 및 병 680명이 있었다. 대대본부는 킬 군항에 소재했다.

### 독일 제국
1871년 독일 제국이 설립된 뒤 수상 오토 폰 비스마르크는 해군 및 해군을 통한 해외 식민지 확장에 별 관심이 없었다. 비스마르크는 세력균형 유지를 통해 평화를 유지하는 것을 유럽 대륙 정책의 기조로 삼았고 그에 따라 해군 확대에 부정적이었다. 1872년 제국제독부가 만들어지면서 프로이센 육군 중장 알브레히트 폰 슈토슈가 그 부장으로 임명되었다. 슈토슈는 해군 업무에 전혀 경험이 없었고 순전히 행정 능력 때문에 그 자리에 부임했다. 슈토슈는 해병대의 함상 배치를 중단시키고 대신 수륙양용작전이 가능한 보병전술대로 재편했는데 이 해병 교리를 "보병주의(Infanterieismus)"라고 한다. 그 결과 독일 제국의 해상대대는 자족적 소수정예 부대로 영국 왕립해병대 경보병과 거의 동격 위치로 성장했다. 양적으로도 6개 중대로 규모를 확대하고 나중에는 그 중 절반을 제2해상대대로 분리했다. 제1해상대대와 제2해상대대에 각각 1개 중대가 추가되어 각 4개 중대 규모를 유지했다. 이후 육군 장교들이 해상대대에 부임하면서 이러한 전술적 사고는 더욱 굳어졌다. 대표적 사례를 들자면 에리히 루덴도르프도 중위 시절 해상대대 중대장으로 부임했고(1888년–1891년), 파울 에밀 폰 레토프포르베크는 중령 시절 제2해상대대 대대장을 지냈다(1909년-1913년).

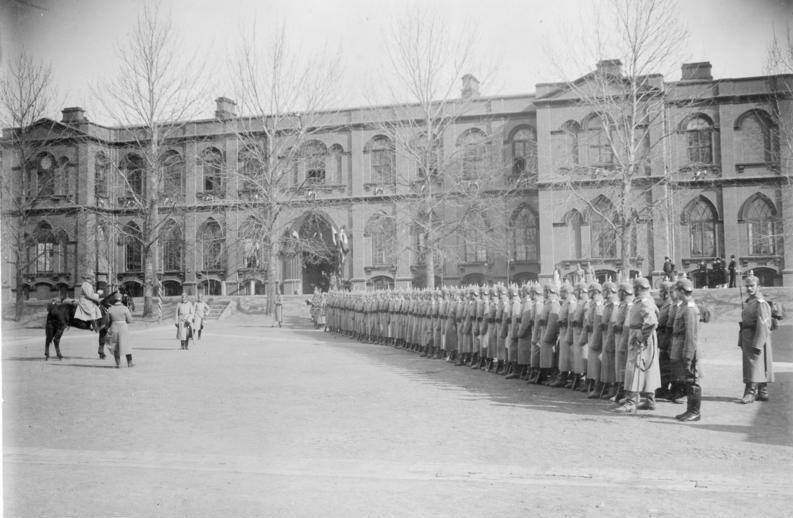
칭타오의 제3해상대대

1897년 11월 14일 동양함대가 자오저우 만 점령에 성공하면서 슈토슈의 해병 정책은 효과를 입증했고 이후 제3해상대대가 추가 편성되었다. 제3해상대대는 1898년 1월 26일 칭다오에 도착하여 제국해군 동양항구 수비병으로 주둔했다. 1912년 시점에 독일 제국의 해상대대 현황은 다음과 같다.
- 제1해상대대: 발트 해 킬 군항
- 제2해상대대: 북해 빌헬름샤펜
- 제3해상대대: 동양 칭다오

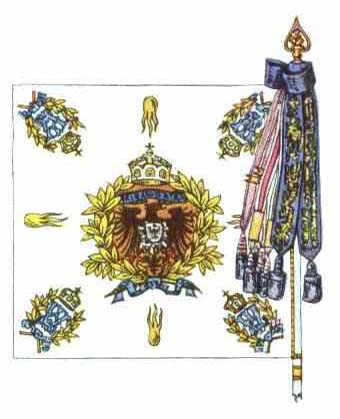
칭타오 주둔 제3해상대대의 대대기

1880년대 중반 이후 해상대대는 식민지 상황 개입 부대로 빈번히 사용되었다. 1884년에는 독일령 카메룬에, 1900년에는 의화단의 난 진압에 투입되었다. 제1해상대대와 제2해상대대에는 공병중대와 야전포대가 추가되었다. 1904년에서 1908년까지 계속된 헤레로 반란 때는 독일령 남서아프리카로 파견되어 보호부대(식민지 주둔군)를 지원했다. 1905년-1906년에는 독일령 동아프리카에서 마지마지 반란을 진압했다.

### 제1차 세계 대전
제1차 세계 대전이 터지자 다른 부대들과 마찬가지로 해병도 신속한 증원이 이루어져 사단 규모로 성장했다. 또 새로 징집을 시행하고 해상대대 예비군들에게 동원령이 내려져 1개 사단이 더 소집되었다. 이 2개 해병사단은 루트비히 폰 슈뢰더 제독의 지휘를 받는 해군단을 이루었다. 1917년 2월 초, 제3해병사단이 편성되어 해군단 병력은 6만에서 7만 명에 이르렀다.
해군단은 1914년 칭타오와 안트베르펜에서, 1915년 이프르에서, 1916년 솜에서, 1917년 플랑드르에서 싸웠으며 1918년 북프랑스 공세작전에도 참여했다.

### 제2차 세계 대전
나치 독일의 전쟁해군은 1938년 3월 해군타격대중대를 편성했다. 최초 병력은 2개 보병소대에 1개 공병소대, 1개 병기소대 하여 약 250명이었다. 1939년 9월 1일 베스터플라테 전투에 참여했다.
1940년 부대는 6개 중대 규모로 확대되어 해군타격대분견대가 되었다. 이 부대는 노르망디 점령과 채널 제도 점령에 참여했다.

### 현대
1958년 4월 독일 연방해군에 해군 공병대대가 편성되었고, 처음에는 구축함 사령부에 배속되었다. 몇 차례의 재편성을 거쳐 독일 연방해군의 수륙양용부대는 1993년 해산 또는 직위변경되었다.
2014년 4월 1일 독일 해군은 그전까지 존재하던 해군보호부대, 기뢰제거잠수중대 등을 재편성하여 해상대대를 새로이 만들었다.

## 참고

### 인용
1. ↑  Gottschall 2003, 42쪽
2. ↑  Gottschall 2003, 43쪽
3. ↑  Gottschall 2003, 18쪽
4. ↑  “Die deutsche Marine-Infanterie in der Kriegsmarine”. 《deutsches-marinearchiv.de》 (독일어). 2010년 2월 28일. 2023년 6월 11일에 확인함.
5. ↑  Das „Multitool“ der Marine - Seebataillon in Eckernförde aufgestellt

### 자료
- Gottschall, Terrell D. (2003). 《By Order of the Kaiser. Otto von Diederichs and the Rise of the Imperial German Navy, 1865–1902》 (영어). Annapolis: Naval Institute Press. ISBN 1-55750-309-5.
- Nuhn, Walter (2002). 《Kolonialpolitik und die Marine》 (독일어). Bonn: Bernard & Graefe Verlag. ISBN 3-7637-6241-8.